# Frank Filan

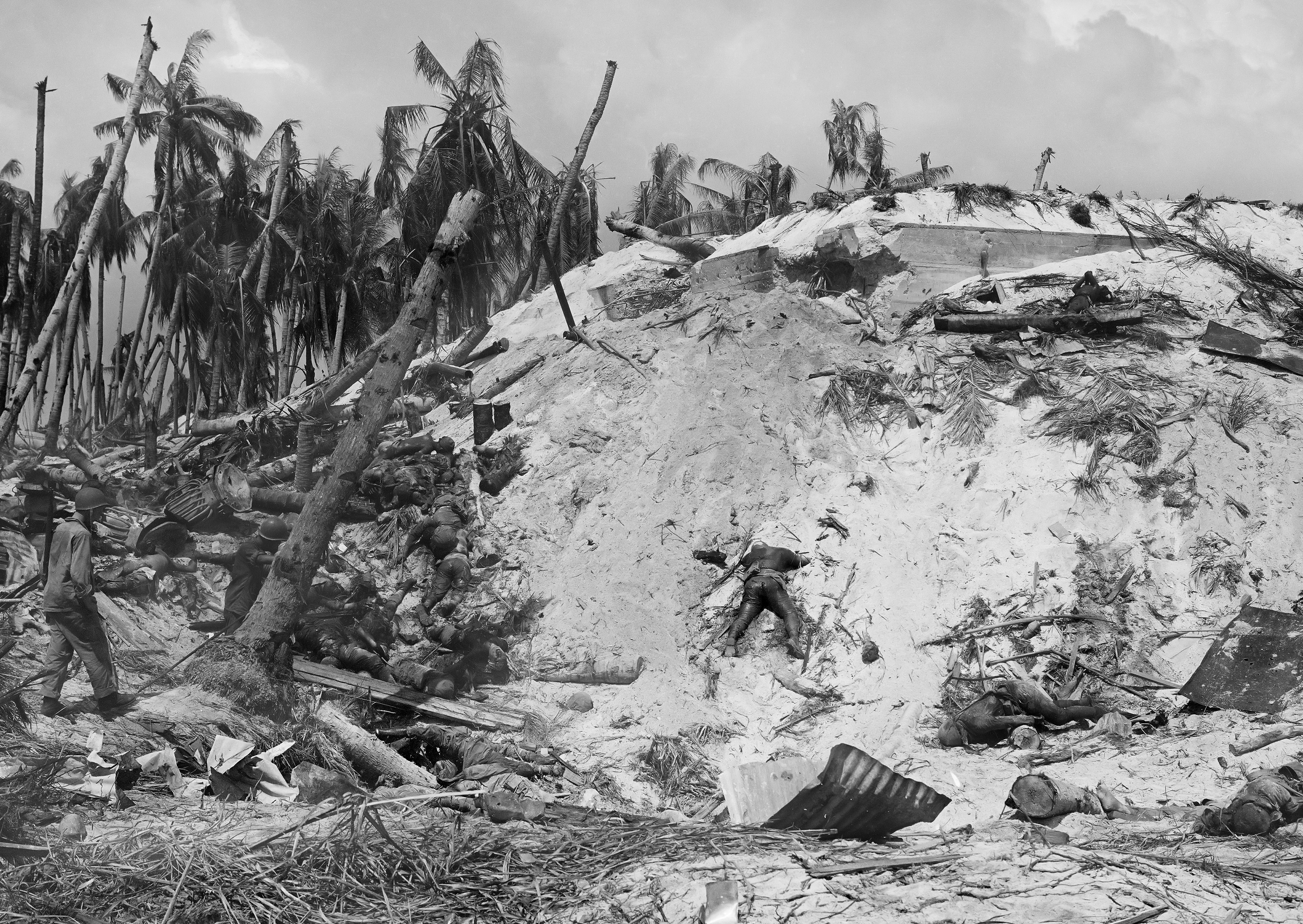
Filanova fotografie Ostrov Tarawa oceněná Pulitzerovou cenou

Frank Xavier Filan (7. prosince 1905 – 23. července 1952) byl americký fotograf, který pracoval v Associated Press a byl jedním z vítězů Pulitzerovy ceny za fotografii z roku 1944.

## Životopis
Filan, který se narodil v Brooklynu v New Yorku, zahájil svou kariéru v Los Angeles Times. V roce 1929 nastoupil na americkou vojenskou službu a jako fotograf působil ve druhé světové válce v Pacifiku.